# Herbert Spencer
(Herbert Spencer)
Herbert Spencer (Derby, 27 aprile 1820 – Brighton, 8 dicembre 1903) è stato un filosofo britannico di impostazione liberale, teorico del darwinismo sociale.
Molto apprezzato, specialmente nel mondo anglosassone, nel 1902 venne candidato al Premio Nobel per la Letteratura.

## Biografia
Nacque da una famiglia della piccola borghesia. Fu cresciuto senza convinzioni dogmatiche definite ricevendo dal padre un forte sentimento di opposizione a tutte le forme di autoritarismo. L'atteggiamento antidogmatico e antiaccademico sarà una costante della sua vita. Alternò periodi di studi e di lavoro. Già dal 1851 aveva abbracciato i principi dell'evoluzionismo.
Interessato ad elaborare una teoria generale del progresso umano e dell'evoluzione cosmica e biologica, Spencer si propose già dal 1860 l'idea di un Sistema di filosofia generale, che egli precisò nei First Principles (1862) che è la sua opera fondamentale, e quindi applicò successivamente alle più vaste e diverse discipline del sapere:
- Principles of Biology (1864 - 1867)
- Principles of Psychology (1855)
- Principles of Sociology (1876 - 1896)
- Principi di etica (1879).

Già dai suoi primi saggi emerge con chiarezza l'impostazione fondamentale del suo pensiero, che intende l'evoluzione e il progresso come la legge universale della vita e del cosmo.

## L'Inconoscibile nei positivisti
- il sapere si fonda su fatti osservati empiricamente.
- la scienza individua le relazioni costanti tra i fatti, leggi.

Ciò non significa però che la scienza possa giungere ad una conoscenza assoluta. I limiti della conoscenza umana sono connaturati negli stessi processi mentali. L'attività scientifica si basa sul ricondurre i casi particolari a regole generali. Le regole generali a loro volta saranno ricondotte a principi ultimi, i quali, non essendo più riconducibili ad altro, saranno di fatto inspiegabili. Quindi Spencer annuncia la relatività della conoscenza, la quale prosegue per generalizzazioni e relazioni tra i fatti senza poter mai giungere al principio unitario alla base di tutto ciò.
Esso è pertanto l'Inconoscibile, fondamento metafisico di ogni realtà empirica. L'Inconoscibile è anche l'oggetto costitutivo della religione. L'essenza ultima della religione è che «l'esistenza del mondo con tutto ciò che contiene e con tutto ciò che lo circonda è un mistero che deve esser sempre interpretato». Tanto la scienza quanto la religione si devono arrestare di fronte al limite dell'Inconoscibile, la scienza si ferma, non può andare oltre, mentre la religione ne fa un oggetto di venerazione e di fede.
Poiché però dell'Inconoscibile assoluto bisogna almeno guadagnare una qualche comprensione affinché da qui possa avanzare in un percorso evolutivo, Spencer distinse il limite della relatività della coscienza da un'«energia infinita ed eterna da cui derivano tutte le cose»; con ciò egli adottò ampia parte della dottrina filosofica ermetica. Nel testo semi-anonimo Kybalion, del 1908 caposaldo letterario dell'Ermetismo, Spencer verrà citato ampiamente e  addirittura proposto come reincarnazione di Eraclito, e dunque patrimonio culturale di riferimento per tutti gli studiosi di filosofia.

## Il monismo dell'inconoscibile
L’evoluzionismo di Spencer, in realtà, presuppone una sostanza ultima da cui tutto prende avvio. Al fondo di ogni evoluzione e dissoluzione c’è il quantum, rappresentato da una forza inconoscibile che funziona come vero e proprio sostrato di tutte le trasformazioni. L’esistenza di questa sostanza, però, è indimostrabile in base ai metodi della scienza sperimentale. Il vero essere, l’essenza del mondo, sfugge per principio alla conoscenza più certa.
Il tema dell’inconoscibile si presenta anche nelle relazioni tra religione, scienza e filosofia. Il fatto che ci sia qualcosa di inconoscibile alla conoscenza umana spiegherebbe l’emergere dell’esigenza religiosa, poiché il mistero circa l’essenza del mondo è alla base della credenza in un Dio. Questa, secondo Spencer, è mossa dalla nostra consapevolezza di essere determinati da qualcosa che sfugge alla nostra conoscenza. Finché la religione si mantiene nei limiti di una risposta non “conoscitiva” al problema dell’essere ultimo, essa non entra in conflitto con la scienza. Quando, invece, essa diventa teologia e usa le categorie dell’assoluto e della causa prima per spiegare Dio, la religione entra in contrasto con le discipline scientifiche.
Ma anche le discipline scientifiche non possono aspirare a una rappresentazione completa dell’inconoscibile: le scienze si occupano di come la “forza fondamentale” si muove e si trasforma, originando i fenomeni naturali. La scienza non può approfondire completamente la questione metafisica dell’essere. La religione e la scienza non sono “di principio” in conflitto (come diceva Comte): ognuna di esse può, infatti, portare avanti il proprio campo di studio in perfetta autonomia. I conflitti iniziano solo quando la scienza voglia farsi religione e viceversa.
Un ruolo particolare ha la filosofia. Essa ha il compito di unificare tutte le sintesi parziali fornite dalle discipline scientifiche nei propri ambiti; le spiegazioni trovate in un certo settore non hanno immediata connessione con tutte le altre, perché le leggi e i fondamenti di una disciplina non sono sempre utilizzabili. La filosofia deve studiare queste differenze, riflettere sui concetti generali usati dalle varie scienze e giungere alla formazione di principi ancora più generali.

## La teoria dell'evoluzione secondo Spencer
La filosofia si occupa di unificare i risultati delle varie scienze in una generalizzazione superiore, per questo Spencer definisce il suo pensiero come sistema di filosofia sintetica.
I risultati generali raggiunti dalle varie discipline scientifiche sono riassumibili in tre principi:
- indistruttibilità della materia,
- continuità del movimento,
- persistenza della forza.

Compito della filosofia sarà formulare una legge che li ricomprenda. Spencer individua tale legge con la legge dell'evoluzione.
L'evoluzione ha quindi un triplice processo:
- passaggio dall'incoerente al coerente,
- passaggio dall'omogeneo all'eterogeneo,
- passaggio dall'indefinito al definito.

La formulazione generale della legge dell'evoluzione è contenuta in Primi principi e nelle opere successive Spencer non fa che applicarla ai campi delle specifiche discipline. Spencer cerca di elaborare una teoria evoluzionista che possa valere sia per il mondo naturale (evoluzione inorganica, inerente alla materia e le sue trasformazioni ed evoluzione organica concernente la trasformazione delle specie) che per il mondo sociale (evoluzione superorganica). Come si è visto schematicamente sopra l'evoluzione è il processo durante il quale elementi disomogenei e separati entrano in reciproca dipendenza.
Coerentemente con la corrente positivista egli riscontra analogie tra l'organismo individuale e l'organismo sociale. Entrambi, infatti: vedono aumentare la loro massa con il passare del tempo, mutano la loro struttura, che diviene più complessa, aumentano, poi, l'interdipendenza delle loro parti e sopravvivono alla morte delle loro singole componenti. Il suo pensiero è quindi basato sul connubio tra l'evoluzionismo darwiniano ed una visione sociologica organicista che prende le mosse da Comte.
Si può ravvisare un cambiamento di struttura, conseguente ad un aumento della massa, nella divisione del lavoro, fondamentale per l'evoluzione. Quest'evoluzione sociale deve sostenersi, però, anche su principi necessari come il diritto di libera associazione per ogni categoria sociale, la politica intesa come strumento atto alla realizzazione della volontà dei cittadini e alla tutela della loro individualità, liberalismo economico e cooperazione volontaria. Spencer ravvisa questi elementi nella società inglese a lui contemporanea.

## Il pensiero politico
L'applicazione della legge dell'evoluzione all'ambito sociale gli consente così di spiegare il passaggio dalla società militare alla società industriale. La mancanza di coesione tipica delle società primitive doveva esser surrogata con una centralizzazione del potere in un sistema gerarchico. Nelle moderne società industriali, la cooperazione forzata delle società militari è stata sostituita da una cooperazione volontaria che consolida la coesione degli individui.
L'iniziativa, nella vita collettiva, spetta soltanto all'individuo, lo Stato con le sue leggi non deve regolare in alcun modo la società ma deve al massimo interessarsi alle funzioni di ordine pubblico. La negazione di ogni interferenza dello Stato con la vita sociale (assistenzialismo, risoluzione conflitti sociali) fa di Spencer un sostenitore del liberalismo politico avverso a ogni concezione socialista o comunista, anche se, contrariamente allo stereotipo che lo vede come un ultraconservatore, Spencer era simpatizzante delle istanze georgistiche, libertarie, ferocemente anti-imperialista e sostenitore di un modello di produzione basato sulle cooperative piuttosto che sul lavoro salariato. Per certe sue convinzioni sarà da esempio per il movimento libertario spontaneista nonché attento conoscitore del pensatore anglosassone William Godwin.

## L'educazione
Per quanto riguarda l'educazione, Spencer riteneva anch'essa frutto dell'evoluzione (quindi naturale) e pensava che essa dovesse dividersi in tre ambiti:
- motoria: perché uno stato necessita di buoni animali in caso di guerra;
- intellettuale-scientifica: nell'ottica del positivismo;
- morale: far comprendere gli errori (si rifà all'empirismo pedagogico).

Al contrario di altri pensatori, come Durkheim, Spencer pensava che l'educazione dovesse essere un processo di realizzazione individuale che andasse oltre le necessità dello Stato.

## Opere
Tra le opere di Spencer troviamo la sua Autobiography e The Filiation of Ideas che non esplicitavano il suo mutamento ideologico-politico anche se non si sforzò troppo per nascondere le sue opinioni ora discordanti sul socialismo definito da lui "schiavista". L'assimilazione del socialismo ad un regime burocratico-militare è il punto chiave di The Man Versus The State, l'uguale diritto a tutti gli uomini all'uso della terra (centrale anche in Social Statics). Spencer, sulla base della denuncia dei diritti dell'uomo, azzardò anche una promessa su un'integrale riconciliazione dell'uomo verso sé stesso e verso il proprio ambiente.
Dopo essere intervenuto con questa raccolta in volumi di 4 articoli abbandonò le vesti del teorico e si adeguò ai metodi polemici. Il suo obiettivo era di ripristinare il proprio profilo di liberale sui compiti dello stato. Nessuno vide di buon occhio The Man Versus The State, né i socialisti che non persero tempo a chiarire la situazione contemporanea, né i liberali che non si ritrovavano nel suo spirito di crociata ormai superato.
- On The Proper Sphere of Government (1842)
- Social Statics (1851) abridged version Archiviato il 24 giugno 2011 in Internet Archive.
- A Theory of Population (1852)
- The Philosophy of Style (1852)
- Principles of Psychology (1855)
- System of Synthetic Philosophy (1860)
- Education (1861), su questia.com.
- First Principles ISBN 0-89875-795-9 (1862)
- The Data of Ethics (1879)
- The Man Versus the State (1884), su questia.com. URL consultato il 23 novembre 2017 (archiviato dall'url originale il 24 giugno 2011).
- The Study of Sociology (1896), su questia.com. URL consultato il 23 novembre 2017 (archiviato dall'url originale il 15 maggio 2012).
- Autobiography (1904), su questia.com. URL consultato il 23 novembre 2017 (archiviato dall'url originale il 27 febbraio 2011).
- v1 Life and Letters of Herbert Spencer by David Duncan (1908), su questia.com. URL consultato il 23 novembre 2017 (archiviato dall'url originale il 16 marzo 2011).
- v2 Life and Letters of Herbert Spencer by David Duncan (1908), su questia.com. URL consultato il 23 novembre 2017 (archiviato dall'url originale il 17 agosto 2011).
- The Principles of Ethics (1897), su oll.libertyfund.org.